# Apteropilo pictipes
Apteropilo pictipes là một loài bọ cánh cứng trong họ Cleridae. Loài này được Lea miêu tả khoa học đầu tiên năm 1908.